# Guillem de Ribes
Guillem de Ribes (1140 circa) è stato un nobiluomo e trovatore catalano, signore (o castellano) di Sant Pere de Ribes.
Anche se fu un noto compositore di poesia, nessuno dei suoi lavori sopravvive. Nella canzone di Peire d'Alvernhe, probabilmente eseguita alla corte di Eleonora (figlia di Enrico II d'Inghilterra e fidanzata di Alfonso VIII di Castiglia), in Guascogna, sulla via del ritorno in Castiglia nel 1173, Guillem è uno dei dodici trovatori contemporanei satireggiato (ognuno dei quali probabilmente presente):